# Stowarzyszenie na rzecz Tradycji i Kultury „Niklot”
Stowarzyszenie na rzecz Tradycji i Kultury „Niklot” – stowarzyszenie założone 11 września 1998 roku w Warszawie. Odwołuje się do idei przedwojennej grupy Zadruga i filozofii jej głównego ideologa – kulturalizmu Jana Stachniuka. Przez członków organizacji jest określane mianem „stowarzyszenia metapolitycznego”, tj. dążącego do celów politycznych poprzez działalność w sferach z niezwiązanych polityką, np. w kulturze i edukacji. Stowarzyszenie ma na celu również zjednoczenie polskich grup narodowo-neopogańskich.
Stowarzyszenie „Niklot” głosi idee nacjonalistyczne, pojmując nacjonalizm jako najwyższą możliwą formę zorganizowania się społeczeństwa, nawiązuje też do neopogaństwa. „Niklot” posługuje się symbolem tzw. Toporła, wymyślonym przez Stanisława Szukalskiego. Nazwa stowarzyszenia pochodzi od imienia księcia Obodrytów – Niklota. Liderem i założycielem SnrTiK „Niklot” jest dr Tomasz „Barnim” Szczepański.

## Działalność
Stowarzyszenie na rzecz Tradycji i Kultury „Niklot” organizuje spotkania, sympozja i dyskusje, na których promuje swoją ideologię - zorganizowało m.in. konferencję naukową z udziałem prof. Bogumiła Grotta w setne urodziny Jana Stachniuka w styczniu 2005 roku, która miała miejsce w Pałacu Kultury i Nauki w Warszawie. Prowadzi również działalność wydawniczą (m.in. periodyk „Trygław”).
„Niklot” często podejmuje również akcje interwencyjne – np. przeciwko przejawom germanizacji życia publicznego, w obronie zagrożonych muzeów, szkół i pomników przyrody. Aktywiści „Niklota” organizowali wiele pikiet, manifestacji i wieców, m.in. w manifestacjach przeciwko wstąpieniu Polski do Unii Europejskiej, przeciwko stacjonowaniu Wielonarodowego Korpusu w Szczecinie, interwencji w Iraku, manifestacjach solidarności z Serbołużyczanami (którzy, w opinii członków „Niklota”, ulegają przymusowej germanizacji, a ich mniejszościowe szkoły są zamykane) oraz w obronie polskich rolników.
Stowarzyszenie „Niklot” bierze też regularnie udział w uroczystościach z okazji świąt narodowych, np. na Święto Narodowe Trzeciego Maja czy Narodowe Święto Niepodległości, a także z okazji kolejnych rocznic agresji Niemców i Rosjan na Polskę. Oprócz tego, zajmuje się też popularyzowaniem i przybliżaniem wiedzy związanej z czasami prasłowiańskimi, rodzimą kulturą i historią Słowian (np. odnośnie do obchodów starosłowiańskich obrzędów i tradycji, takich jak Noc Kupały, promowanej corocznie przed 14II w ramach „akcji antywalentynkowej” w kontrze do będącego obcą naleciałością obyczaju Walentynek), a także innych ludów.
Pomimo że „Niklot” w większości zrzesza osoby deklarujące się jako rodzimowiercy, a także współpracuje z rodzimowierczymi związkami wyznaniowymi, to jednak nie organizuje żadnych świąt i sam nie jest związkiem wyznaniowym (jednak często mylnie jest za taki uznawany). Ponadto „Niklot” stwierdzając, że „w sferze publicznej podstawową busolą winien być interes narodowy”, a także że jego celem „nie jest atakowanie Kościoła Katolickiego” podjął współpracę z partią Ruch Narodowy, wzbudzając tym kontrowersje w środowisku narodowo-neopogańskim.
Co roku w listopadzie z okazji Święta Niepodległości stowarzyszenie organizuje koncert „Ku Niepodległej”. W 2018 roku ogłoszono, że wystąpią na nim zespoły propagujące ideologie nazistowską, m.in. zespół „Code 291”, którego wokalista Joakim Karlsson w przeszłości miał wytatuowaną na piersi swastykę, a także zespół „Obłęd”, który kilka lat wcześniej występował na urodzinach Adolfa Hitlera. Na poprzednich edycjach tej imprezy muzycznej wystąpił także zespół „Legion Twierdzy Wrocław”, który w swoich utworach upamiętnia SS i Wehrmacht. 

### Czasopismo Trygław
Stowarzyszenie posiada własny organ prasowy o nazwie „Trygław. Kwartalnik metapolityczny”. Pierwszy numer czasopisma, z podtytułem „Sława Polsce – Sława Bohaterom!”, ukazał się jesienią 1997 roku. „Trygław” jest najdłużej ukazującym się pismem o tematyce zadrużnej i rodzimowierczej w Polsce. Redaktorem naczelnym jest Tomasz Szczepański.

## Krytyka
Przez przeciwników jest oskarżane o tendencje neofaszystowskie. Zarzuty te odpiera m.in. przewodniczący szczecińskiego oddziału „Niklota” Ireneusz Woszczyk, stwierdzając: „Chcemy by każdy naród zachował swą odrębność kulturową, czyli coś, co czyni go pięknym i wyjątkowym. [...] My odwołujemy się do tradycji, a nie do radykalnych ideologii. To, że nie chcemy mieszania kultur, oznacza, że zależy nam na zachowaniu własnej tożsamości. Nie mamy nic przeciwko innym rasom, wyznaniom czy mniejszościom seksualnym. Chodzi o to, by nie zapominać o własnych korzeniach.”.